# Bovenkerk (Kampen)
De Bovenkerk of Sint-Nicolaaskerk in de Nederlandse stad Kampen is een grote, gotische kruisbasiliek en tevens het opvallendste element in het stadsgezicht van Kampen. Tot het interieur van de kerk behoort een vroeg-renaissance koorhek, een natuurstenen kansel en een monumentaal orgel. De kerk heeft een kerktoren en een schip met dubbele zijbeuken, een gesloten priesterkoor met kooromgang en straalkapellen. De kerk heeft 1.250 zitplaatsen. De kerk is een voorbeeld van Nederrijnse gotiek. 

## Bouw
De bouw van de kerk verliep in een aantal fasen:
- Bouw van romaanse kerk (12e eeuw)
- Bouw van vroeg-gotische kerk (laatste kwart van 13de eeuw)
- Kerk krijgt een basilicaal koor (laatste kwart van 14de eeuw)
- Plan voor een basilicaal schip mislukt (begin 15de eeuw)
- De voltooide vorm (tweede helft 15de eeuw)

## Geert van Wou
In 1481/1482 goot klokkengieter Geert van Wou klokken voor de Bovenkerk. In de directe nabijheid van de Bovenkerk had hij zijn Stads klokken- en geschutgieterij gevestigd. Thans hangen nog twee klokken van hem in de Boventoren. Op 11 september 2009 werd er een nieuwe klok opgehangen , gegoten door Laudy in het Groningse Finsterwolde. In 2010 wederom een Laudyklok met daarop de afbeelding van de H. Nicolaas, de patroonheilige van de kerk. In 2011 ten slotte werd het gelui gecompleteerd met nog eens vijf klokken. De nu in totaal negen luidklokken hebben de tonen: des1, es1, f1, ges1, as1, bes1, des2, es2 en f2. De klokken des1 en f1 zijn gegoten door Geert van Wou. Alle door klokkengieter Laudy toegevoegde klokken zijn geheel in de traditie van Van Wou gegoten, zonder oppervlaktebehandeling en zonder stemmen, zuiver op toon. Zo is aldus een middeleeuws gelui 'herboren'.

## Graven
In de Bovenkerk zijn vele Kampenaren begraven. Vooraanstaande Kamper families werden begraven in familiegraven waarvan vele zich in de Lemkerkapel, de grafkelder, bevinden. Ook prominente Kampenaren zijn in de kerk begraven, waaronder de schilder Hendrick Avercamp en, hoewel geen Kampenaar van geboorte, de reeds genoemde klokkengieter Geert van Wou. In het dwarsschip bevindt zich een klein ornament van rood marmer met een groene marmeren urn ter nagedachtenis aan viceadmiraal Jan Willem de Winter (1761-1812). De urn bevat het hart van De Winter. Zijn lichaam is, als enige Nederlander, bijgezet in het Panthéon in Parijs.
Een van de opgestelde grafmonumenten in de koorgang is gemaakt ter gedachtenis van Rutger van Breda (†1693) met zijn echtgenote Joanna Aymery (†1703).  

## Orgels
In de Bovenkerk bevinden zich drie orgels. Het Hinsz-orgel, een koororgel en een kistorgel. De vaste organist van de orgels in de Bovenkerk, voor de hervormde gemeente, is Ab Weegenaar.

## Fotogalerij

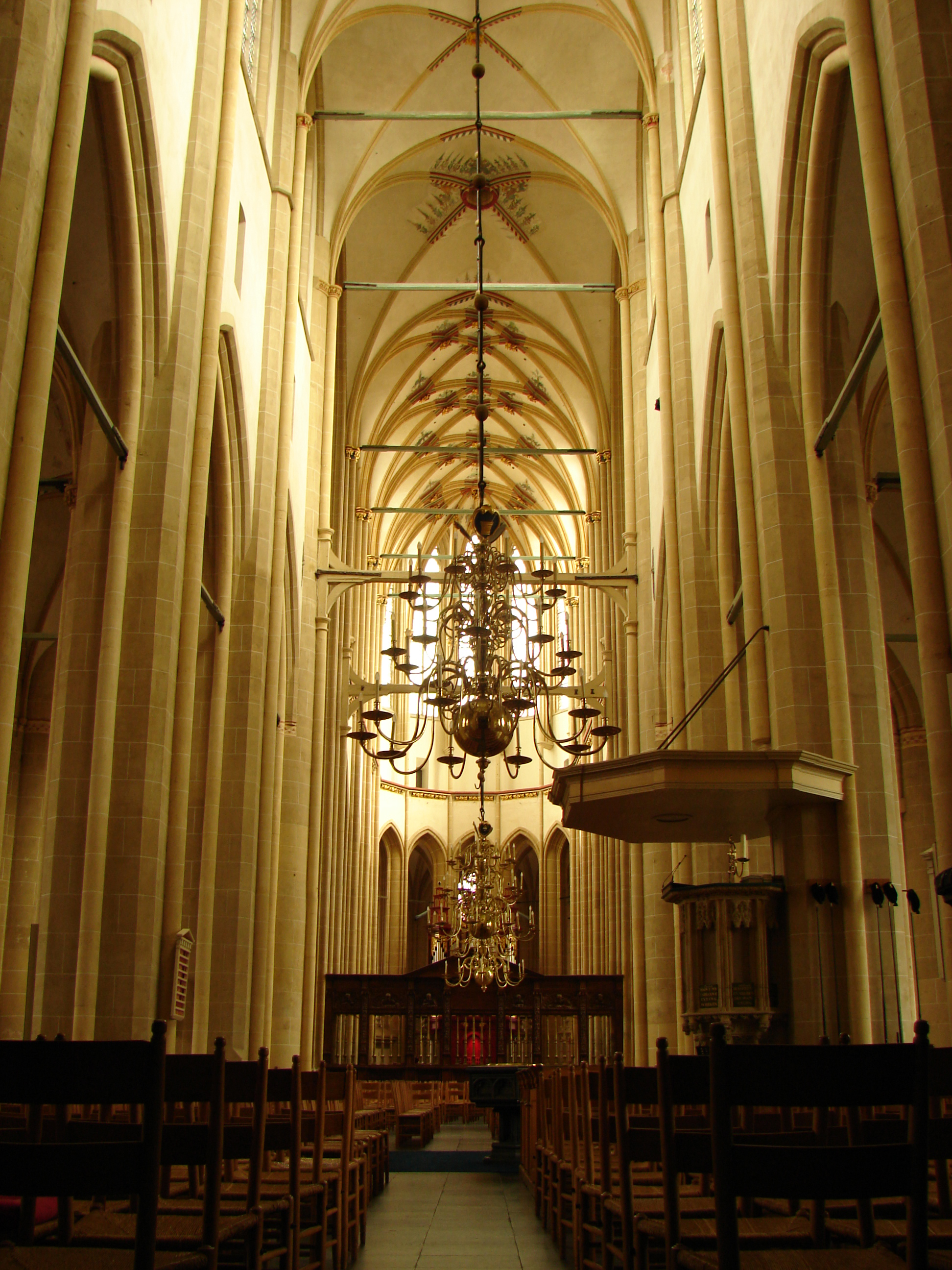
Interieur, richting het koor
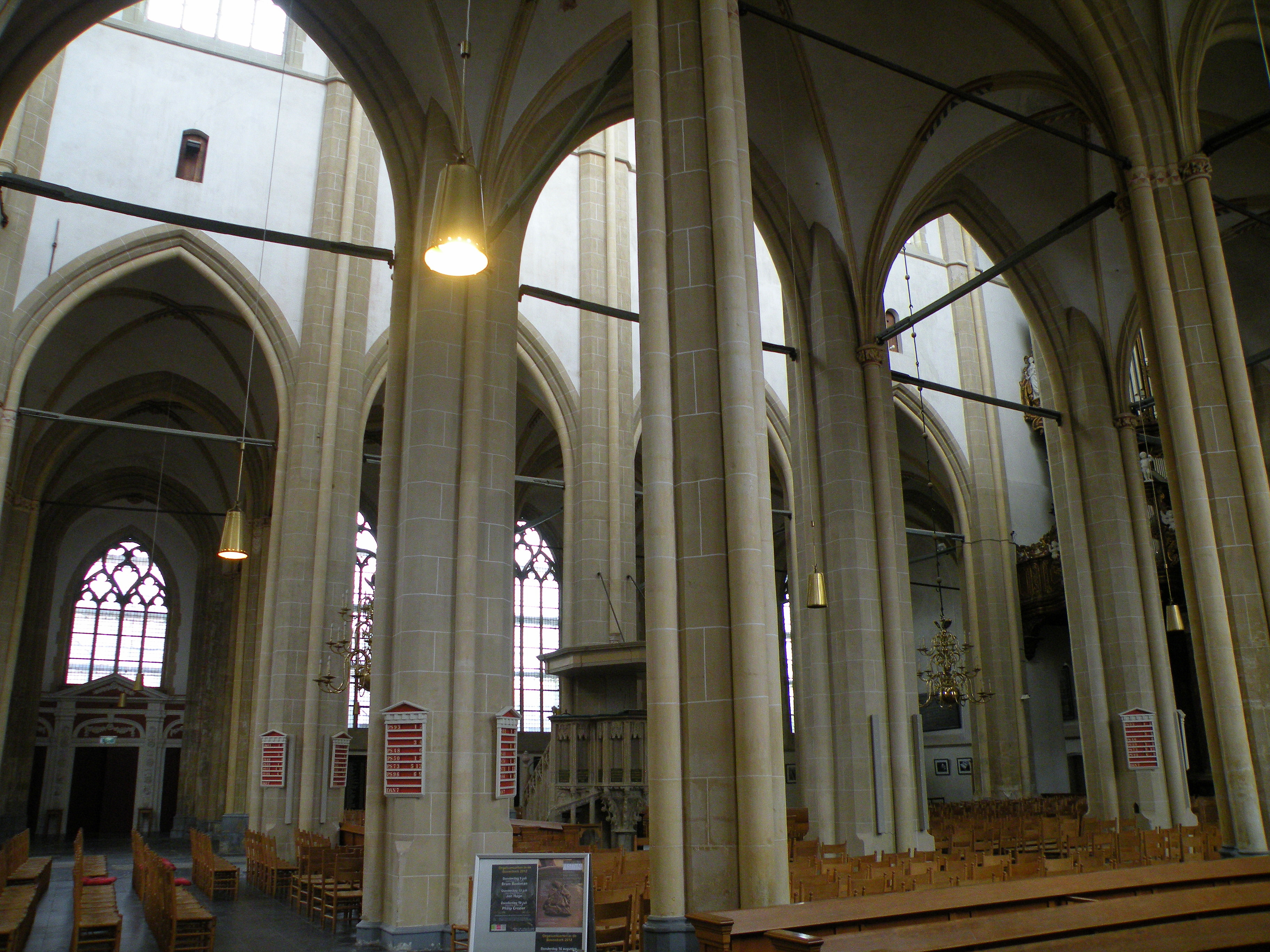
Schip van de kerk
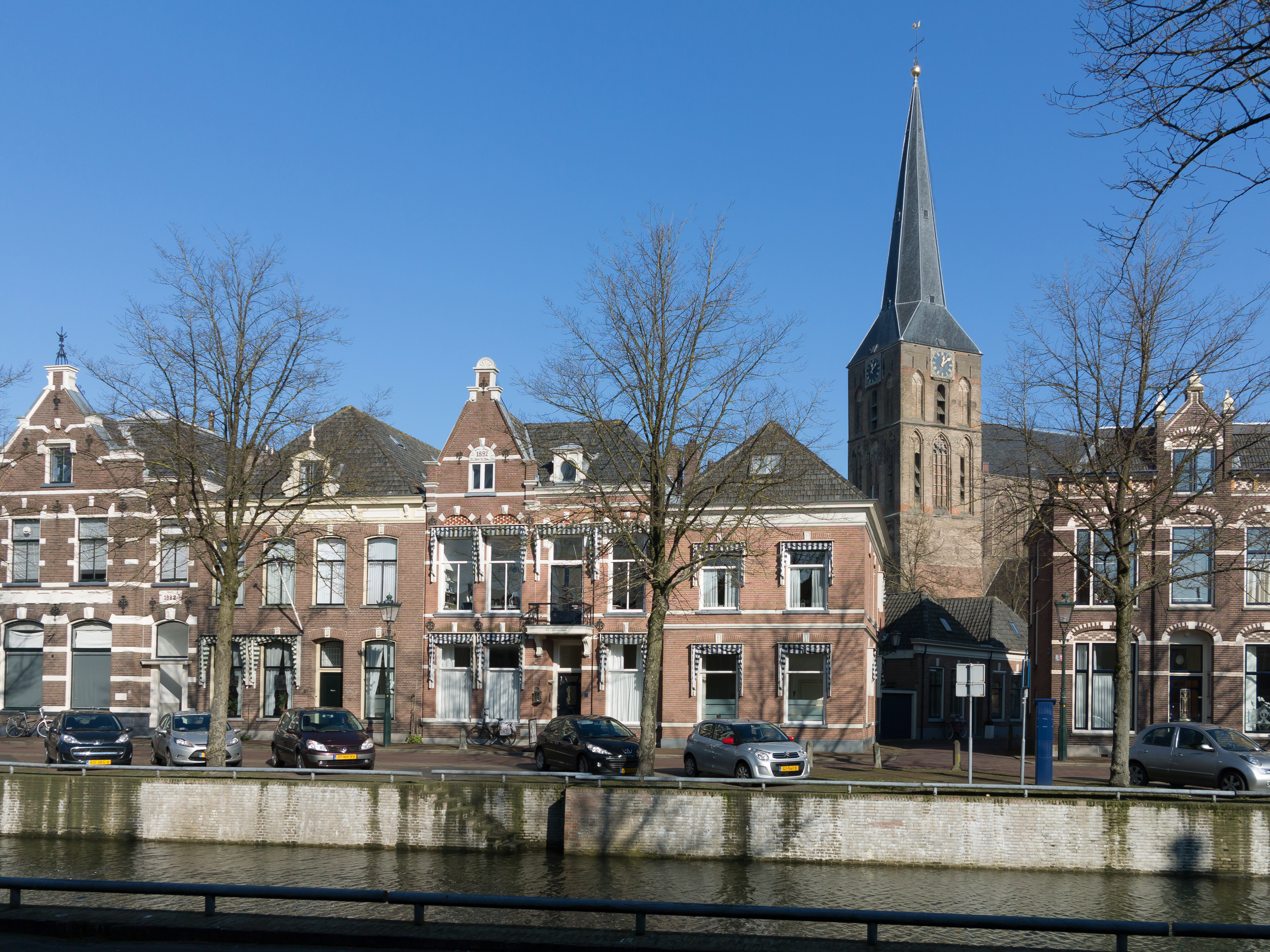
De Bovenkerk vanaf Vloeddijk-Muntsteeg